# 管臀魚
管臀魚（学名：Aulopyge huegelii）为輻鰭魚綱鯉形目鲤科的其中一種，被IUCN列為瀕危保育類動物，分布於歐洲克羅埃西亞及波士尼亞，屬草食性，棲息在平靜的水域，雌魚透過產卵管將卵產在石頭或枯木上，因棲地受汙染，族群瀕危，可做為食用魚。